# Rhea Seehorn

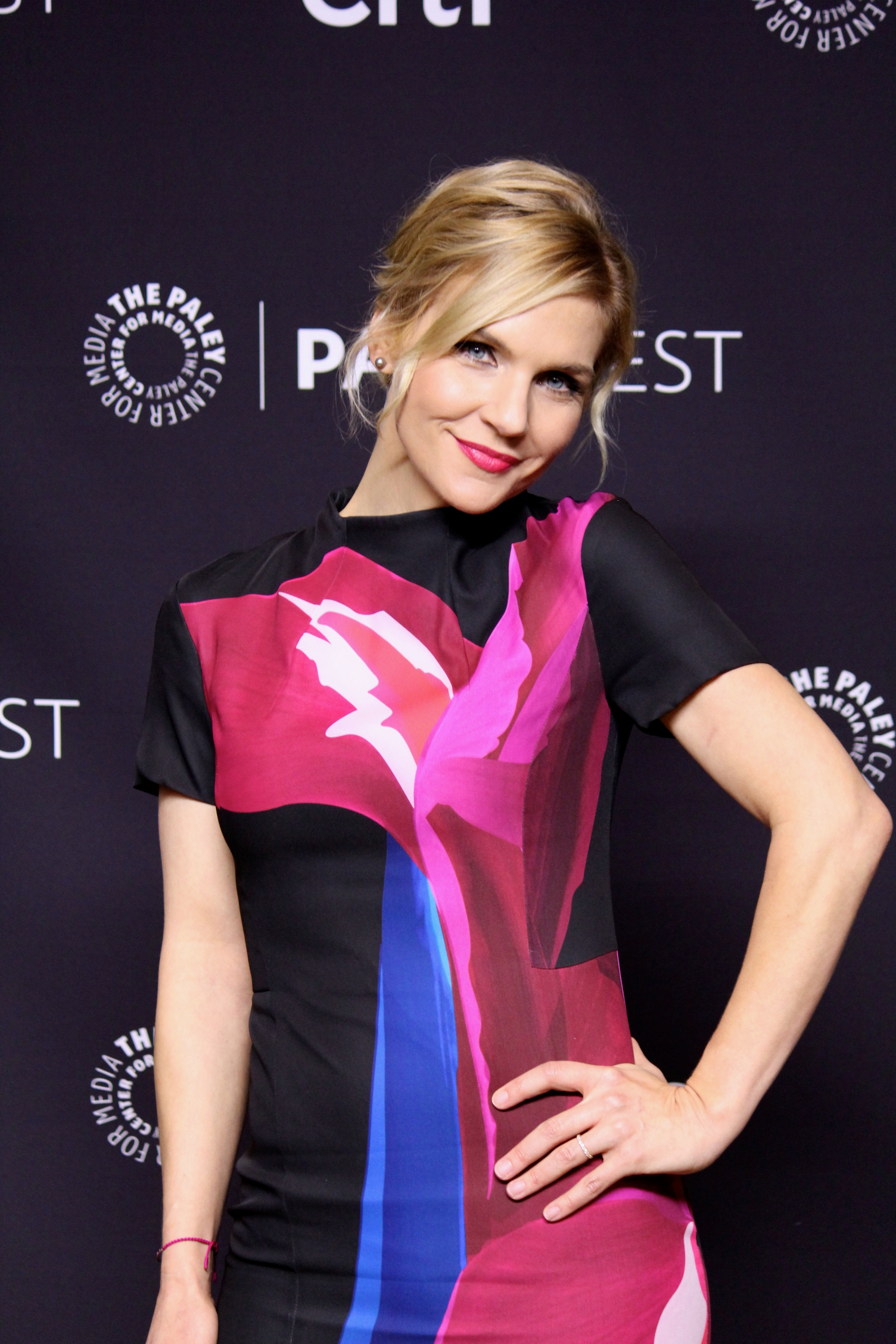
Rhea Seehorn (2016)

Deborah Rhea Seehorn (ur. 12 maja 1972 w Virginia Beach) – amerykańska aktorka teatralna, filmowa i telewizyjna, która grała m.in. w serialach Zadzwoń do Saula, Figurantka, Whitney i Randka z gwiazdą.

## Życiorys
Od najmłodszych lat praktykowała malarstwo i rysownictwo. Jednocześnie interesowała się teatrem i kinem oraz marzyła, by zostać aktorką. Po śmierci ojca, będąc studentką college’u, dołączyła do klasy o profilu aktorskim.
Wychowywała się w Japonii, Arizonie, Virginia Beach i Waszyngtonie. Później mieszkała w Nowym Jorku. Występuje na Broadwayu.

## Filmografia
- 1997: Mord: Życie na ulicy (Homicide: Life on the Street) jako Jenny
- 1998: A Case Against Karen jako Shari
- 1999: The Pitch
- 1999: Why Spain?
- 2000: The Gentleman jako dziewczyna
- 2000: Eat Me! jako Glynna
- 2001: Riders jako Bitsy
- 2003–2004: Randka z gwiazdą (I’m with Her) jako Cheri Baldzikowski
- 2005: Romy and Michele: In the Beginning jako Ashley Schwartz
- 2005: According to Bex jako Christine „Chris” Firth
- 2005: Head Cases jako Nicole Walker
- 2005: Genetically Challenged jako Brooke
- 2006: Na psa urok (The Shaggy Dog) jako Lori
- 2006: The Singles Table jako Stephanie Vogler
- 2006: Modern Men jako Anita
- 2006: The Thick of It jako Ollie Tadzio
- 2006: Alex (Courting Alex) jako Christine
- 2008: Życie po falstarcie (The Starter Wife) jako Charlotte
- 2008: CU@Ed’s jako Tina
- 2009: Dollhouse jako Jocelyn Bashford
- 2009: Trust Me jako Brooke
- 2009, 2017–2019: Amerykański tata (American Dad!) w różnych rolach głosowych
- 2011–2013: Whitney[2][3] jako Roxanne
- 2011–2014: Franklin & Bash[2][3] jako Ellen Swatello
- 2015–2022: Zadzwoń do Saula[2] (Better Call Saul) jako Kim Wexler[3]
- 2019: Figurantka (Veep[3]) jako Michelle York
- 2019: Nienawidzę dzieci (I Hate Kids) jako Kelly
- 2019: Inside Man: Most Wanted jako dr Brynn Stewart
- 2021: Co widać i słychać (Things Heard & Seen[3]) jako Justine
- 2021: Ridley Jones: Strażniczka muzeum (Ridley Jones) jako Ida (głos)
- 2021: The Harper House jako Debbie Harper
- 2022: Linoleum jako Erin Edwin[3]
- 2024: Bad Boys: Ride or Die jako Judy Howard